# Tepic (municipi)
Tepic és un municipi a l'estat de Nayarit. Tepic és el cap de municipi i principal centre de població d'aquesta municipalitat. Aquest municipi és a la part sud de l'estat de Nayarit. Limita al nord amb els municipis de Tecuala, al sud amb Xalisco, a l'oest amb San Blas i a l'est amb Santa María del Oro.